# Eulepidotis emilia
Eulepidotis emilia är en fjärilsart som beskrevs av Bar 1875. Eulepidotis emilia ingår i släktet Eulepidotis och familjen nattflyn. Inga underarter finns listade i Catalogue of Life.